# François Dompierre
François Dompierre, né le 1er juillet 1943 à Ottawa, Canada, est un compositeur, chef d'orchestre, communicateur, producteur et écrivain canadien. 

## Biographie
Né Joseph Eugène Frédéric François Dompierre, le 1er juillet 1943 à Ottawa, Dompierre commence l'étude du piano, avec Hélène Landry et Noëlla Vaillancourt, et l'étude de l'orgue avec Paul Larose. Il est le fils de l'inspecteur des écoles et maître de chorale de Hull, Roland Dompierre.

### Débuts
Organiste de formation, François Dompierre se produit en 1961 dans un récital d'organiste à la cathédrale Notre-Dame de Chartres. Il est ensuite admis au Conservatoire de musique de Montréal, où il étudie notamment auprès de Clermont Pépin. À sa sortie du Conservatoire en 1964, il entreprend une carrière en tant qu’accompagnateur et auteur-interprète avant de se consacrer principalement à l'écriture de chansons. Entre 1964 et 2018, son nom est associé à plus de 50 enregistrements d'albums en tant que compositeur, chef d’orchestre ou d’arrangeur, entre autres pour Emmanuëlle, Christine Charbonneau, Pierre Calvé, Louise Forestier, Pauline Julien, Richard Séguin, Renée Claude et Monique Leyrac. De même, sa collaboration comme orchestrateur avec Félix Leclerc est particulièrement fructueuse. Dompierre signe en effet les arrangements des albums Le tour de l'île, Mon fils et surtout Chansons dans la mémoire longtemps, un coffret de trois albums comprenant 36 chansons qui lui mérite le Félix de l'arrangeur de l'année au Gala de l'Association québécoise de l'industrie du disque, du spectacle et de la vidéo (ADISQ) de 1979.

### Composition instrumentale
Parallèlement à ses collaborations avec les interprètes de la chanson, Dompierre se consacre à la composition instrumentale. Plusieurs de ses œuvres se retrouvent en 1974 sur son disque Dompierre, qu’il produit à compte d’auteur et qui connaît un vif succès. On retrouve sur cet album, notamment, les pièces suivantes : La chasse-galerie, Ragtime pour plus tard et surtout Saute-mouton qui connaît un grand succès radiophonique. Cette dernière pièce sera d'ailleurs reprise en 1981 par le chef d'orchestre allemand James Last qui en fera lui aussi un succès. Une particularité de cet album est qu'il contient deux disques avec des enregistrements sur trois faces seulement, la dernière face étant réservée à un dessin de Serge Chapleau.
En 1982, ce sera Hors d’œuvres qui lui vaudra le trophée Félix de l’album instrumental de l’année et c'est sur cet opus que se retrouvent les titres suivants : Tir d'aile, Sept huit n'œuf, Têtes de violons et Meringue glacée. 
Ses compositions lui donnent l'occasion d'exercer son activité de chef d’orchestre avec plusieurs ensembles. Il a ainsi dirigé, en 1978, la création de son Concerto en La majeur pour piano et orchestre avec l'Orchestre symphonique de Montréal (OSM), œuvre qui est enregistrée sous la baguette de Charles Dutoit sous étiquette Deutsche Grammophon avec Édith Boivin-Béluse au piano. Il s'agissait du premier enregistrement de la compagnie au Canada. L'œuvre, qui fait également intervenir un quatuor jazz-rock (guitare, basse, violon et batterie), illustre la démarche du compositeur qui puise à toutes les sources d'inspiration. Sur le disque, on retrouve une autre de ses compositions, Harmonica Flash avec Claude Garden à l'harmonica.
Dompierre reçoit des commandes pour les œuvres imposées à l'occasion du Concours international de Montréal de violon (Les Diableries), en 1979, ainsi que du Concours de musique du Canada (Kaléidophone), en 1983. On lui commande aussi la musique pour le pavillon du Québec à Osaka en 1970, un Concerto pour violon et orchestre d'Angèle Dubeau pour l'Expo 86 à Vancouver, Les Jardins intérieurs, musique d'environnement pour le Jardin botanique de Montréal en 1989, la musique pour accompagner les feux d’artifice marquant la clôture des festivités du 350e anniversaire de la fondation de Montréal en 1992, ainsi que Les Glorieux, sous la direction de Kent Nagano à l'OSM à l’occasion du centenaire du club de hockey Canadien en 2009. Le disque Dompierre par Dompierre/Flash Back paraît en 2007 et sur lequel il interprète lui-même au piano ses plus célèbres musiques de films.
En 1988, il compose et dirige Charles Trenet, un profil symphonique avec l'Orchestre symphonique de Québec en présence de l'artiste français.
En juillet 2012, ses 24 préludes en forme de boogie et de bien d'autres choses encore... sont créés au Festival de Lanaudière sous les doigts d'Alain Lefèvre, devant un public de plus de 5 000 personnes. Il s'agit de 24 préludes composés dans les 12 tons majeurs et les 12 tons mineurs selon la tradition classique, mais dans le style caractéristique du compositeur, qui suit une orientation pop-jazz très syncopée assise sur une solide formation classique. Un enregistrement studio de l'œuvre paraît en septembre 2012 sur étiquette Analekta.
En 2016 il compose le Concertango Grosso à la demande de la pianiste Louise Bessette à qui l'œuvre est dédiée. Cette œuvre en 4 mouvements pour orchestre à cordes et une partie soliste est inspirée du tango et écrite dans la forme du concerto grosso. 
Compositeur en résidence au Centre d’arts Orford en Estrie pendant l’été 2015, il écrit un quatuor à cordes Par quatre chemins, hommage à Jacques Languirand et à sa fameuse émission de radio, créé pour l’occasion par les membres du Nouveau Quatuor à cordes Orford.
En 2017, les deux pianistes improvisateurs, Jean-François Zygel et Bruno Fontaine, joignent leurs forces dans un programme de joutes d'improvisation pour célébrer le 15e anniversaire du Concours musical international de Montréal et son prix innovateur remis à la meilleure improvisation pour piano classique. Pour l'occasion, le concours présente la création mondiale en temps réel de la Fantaisie pour piano-fantôme et orchestre où Jean-François Zygel et Bruno Fontaine, accompagnés par l’orchestre de chambre I Musici interprétant la trame orchestrale écrite par François Dompierre, improvisent la partie soliste.

### Musique de film et de scène
Dompierre est également très actif dans le domaine du cinéma où il signe la trame musicale d’une soixantaine de films. Parmi les productions les plus connues, mentionnons O.K. Laliberté (Marc Carrière), IXE-13 (Jacques Godbout), Bonheur d'occasion (Claude Fournier), Le Sang des autres (Claude Chabrol), Mario (Jean Baudin - Prix Génie 1985 pour la meilleure musique de film), Le Matou (Jean Beaudin - Prix Génie 1986 pour la meilleure musique de film), Le Déclin de l'empire américain (Denys Arcand), Kenny (Claude Gagnon), Les Portes tournantes (Francis Mankiewicz), L'Odyssée d'Alice Tremblay de Denise Filiatrault et La Passion d’Augustine (Léa Pool). 
À la scène, il compose la musique de la comédie musicale Demain matin, Montréal m'attend en collaboration avec l'auteur Michel Tremblay pour la version de 1970, mise en scène par André Brassard, et de 1995, mise en scène par Denise Filiatrault, pour laquelle 4 nouvelles chansons s'ajoutent aux 21 d'origine. Le Théâtre du Nouveau Monde (TNM) propose en 2017 une nouvelle production mise en scène par René Richard Cyr, production suivie d’une tournée au Québec en 2018. Dompierre compose aussi la musique d'un théâtre musical d’après le roman Paris brûle-t-il? (Is Paris Burning?) de Dominique Lapierre et de Larry Collins sur un livret de l’écrivain américain Leonard H. Orr. Sa contribution musicale à plusieurs messages publicitaires est soulignée par un Coq d’or remis par le Publicité Club de Montréal en 1975 pour la chanson composée et interprétée par lui-même dans les publicités télévisées de la marque de bière Labatt 50 : On est six millions, faut se parler.

### Autres activités
En tant que chef d'orchestre, François Dompierre a eu l'occasion de se produire avec l'Orchestre de chambre de Hull, l'Orchestre symphonique de Sherbrooke, l'Orchestre symphonique de Québec, l'orchestre I Musici de Montréal, l'Orchestre Métropolitain et l'Orchestre des jeunes du Québec.
En 1994, Dompierre introduit le concept de Syntphonika, avec la collaboration d'André Perry, maquette sonore fournie par des synthétiseurs pour accompagner des musiciens sur scène, le but étant de fournir un volume sonore comparable à un grand orchestre avec un nombre réduit de musiciens. Le projet n'aura cependant pas de suite.
Communicateur et conférencier chevronné, il devient animateur régulier à la radio de Radio-Canada en 2000. De même, il anime des ateliers consacrés à la musique de film.
Il est également l’auteur, en collaboration avec Lorraine Desmarais et Michel Fortin, respectivement professeurs de musique aux niveaux primaire et secondaire, de la série de livres-cassettes pédagogiques Je m’amusique et Je m’amusique en voyage, composés de mélodies simples avec accompagnement d’orchestre et destinés à l’apprentissage de la musique, vendus dans les écoles du Québec.  
On lui doit aussi le livre Les plaisirs d’un compositeur gourmand, publié chez Boréal, série d'anecdotes personnelles autour de thèmes qui lui sont chers. Son intérêt pour la cuisine l'amène à créer l'entreprise Dompierre Ludique et à offrir chez lui, en collaboration avec sa compagne Claude Laporte, des ateliers sur différents thèmes culinaires. Il a d'ailleurs longtemps tenu une chronique gastronomique dans les magazines L'Actualité et Elle Québec ainsi qu'à la radio avec l'animatrice Suzanne Lévesque, activité qui l’avait amené en 1994 à écrire Gourmandises et autres plaisirs de vacances… en Floride du Sud-Est, toujours aux éditions du Boréal.
Enfin, il rédige la biographie de la chanteuse et comédienne québécoise Monique Leyrac publiée en 2019 aux Éditions La Presse. Son autobiographie, Amours, délices et orgues – Récit d’une vie plurielle, est publiée en mars 2021.

## Style
La démarche de François Dompierre repose sur un refus de cloisonnement à des courants stricts et sur un recours revendiqué à la musique tonale. À ce titre, il aime procéder à la fusion tonale du classique, du rock, du jazz, du pop, le mélange des genres étant dicté non seulement par les considérations de la commande ou du propos, mais également par son choix stylistique délibéré. « Je veux qu'on mélange les styles parce que ça ressemble à la vie, parce que c'est l'image des communications qui nous gouvernent aujourd'hui. »

## Œuvres de concert
- 1974 : Sonate pour ondes Martenot et piano, composée à la demande de Sylvette Allart, ondiste.
- 1979 : Les Diableries, pièce imposée pour violon au Concours international de musique de Montréal.
- 1979 : Concerto en La majeur pour piano et orchestre.
- 1979 : Harmonica flash, rapsodie pour harmonica et orchestre.
- 1982 : Petit Concerto de Saint-Irénée, œuvre écrite à la demande de Françoys Bernier pour le Domaine Forget.
- 1983 : Kaléïdophone, commande du Concours de musique du Canada à titre de pièce imposée aux finalistes.
- 1986 : Concerto pour violon et orchestre.
- 1988 : Charles Trenet, un profil symphonique.
- 1989 : Les Jardins intérieurs, commande du Jardin botanique de Montréal.
- 1991 : Ouverture pour la Philharmonie des vents, commande de Canadair.
- 1992 : Musique accompagnant les feux d’artifice soulignant l’ouverture et la clôture des fêtes marquant les 350 ans de la fondation de Montréal.
- 2008 : Les Glorieux, récit musical, commandé par l'Orchestre symphonique de Montréal, dirigé par Kent Nagano, sur un texte de Georges-Hébert Germain et dans une mise en scène de Denis Bouchard.
- 2012 : 24 Préludes en forme de boogie et de bien d'autres choses encore... pour piano.
- 2015 : Par quatre chemins créé en résidence au Festival Orford, Québec
- 2016 : Les Diableries, nouvel arrangement pour piano, violon solo et orchestre à cordes
- 2016 : Concertango Grosso pour piano, violon, bandonéon, contrebasse et orchestre à cordes.
- 2017 : Fantaisie pour piano fantôme et orchestre.
- 2018 : Concerto pour violoncelle.
- 2024 : Requiem, créé à Montréal, avec l'Orchestre philharmonique et le Chœur des mélomanes (OPCM), dirigé par Francis Choinière à la Place des Arts les 7 et 8 juin 2024[8].

## Arts de la scène
- 1966 : Direction musicale de la comédie de Louis-Georges Carrier et de Claude Léveillée, On n’aime qu’une fois, au Théâtre La Marjolaine d’Eastman.
- 1970 / 1995 / 2017 : Écriture et direction musicale de Demain matin Montréal m’attend, une comédie musicale de François Dompierre et Michel Tremblay. Mise en scène d'André Brassard en 1970, de Denise Filiatrault en 1995 et de René Richard Cyr au TNM en 2017.
- 1971 : Écriture de la comédie musicale cinématographique IXE-13, réalisée et portée à l’écran par Jacques Godbout.
- 2000 / 2004 : Écriture de la trame sonore pour le projet de théâtre musical de Is Paris Burning sur un livret de Leonard H. Orr.
- 2004-2005 : Le Ballet-Théâtre Atlantique du Canada crée Les Portes tournantes inspiré par le roman primé de l’auteur acadien Jacques Savoie.

## Discographie
- 1964 : François Dompierre vol. 1. Disque comprenant 10 chansons chantées par Dompierre, enregistré pour la maison Sélect Archambault.
- 1965 : Danses carrées du Québec, Sélect.
- 1966 : Intimité, Lero.
- 1966 : Chansonniers du Canada, Radio-Canada.
- 1974 : De l’onde à l’infini, Ondes martenot, Barclay.
- 1975 : Dompierre (mieux connu sous le nom de Borne-fontaine). Disque de pièces instrumentales pour grand orchestre. Produit à compte d’auteurs et distribué sous étiquette Barclay par Polygram dans plus de 15 pays. Disque d’Or.
- 1979 : Concerto pour piano et orchestre. Disque enregistré sur étiquette Deutsche Grammophon avec l'Orchestre symphonique de Montréal sous la direction de Charles Dutoit.
- 1980 : Québec l’Enfant d’Eau, disque vinyle 7 po, par Julie Arel et l’orchestre de François Dompierre.
- 1981 : Hors d’œuvre. Disque de pièces instrumentales pour grand orchestre dont les titres sont inspirés de thèmes culinaires. Des recettes sont fournies à l'intérieur de la pochette.
- 1989 : Les Jardins intérieurs, commande du Jardin botanique de Montréal.
- 2002 : Les Diableries, pour violon et orchestre, enregistré par l’Orchestre symphonique de Québec sur la compilation 100 ans de danses[9].
- 2007 : Dompierre par Dompierre/Flash-Back. Disque de pièces instrumentales pour piano enregistré par les disques CBC, Radio-Canada.
- 2012 : 24 Préludes en forme de boogie et de bien d'autres choses encore..., interprétation d'Alain Lefèvre, Analekta.
- 2016 : François Dompierre : Concertango Grosso, ATMA Classique.
- 2018 : Par quatre chemins, Nouveau Quatuor à cordes Orford, ATMA Classique.

## Compositions musicales pour le cinéma (fictions, animations et documentaires)
- 1966 : YUL 871
- 1967 : 30,000 employés de l’État du Québec
- 1967 : Vivre sa ville
- 1969 : Charley Squash goes to town
- 1969 : Le dossier Nelligan
- 1969 : Délivrez-nous du mal
- 1970 : 10 milles/heures/10 Miles/Hour
- 1970 : St-Denis dans le temps… / The Battle of St-Denis... Yesterday, Today
- 1971 : Tiens-toi bien après les oreilles à papa
- 1971 : IXE-13
- 1973 : O.K. ... Laliberté
- 1974 : Nursing en obstétrique
- 1975 : La Gammick
- 1975 : Partis pour la gloire
- 1975 : Aimez-vous les chiens?
- 1976 : Ce que gens pensent
- 1977 : Ti-mine, Bernie pis la gang...
- 1983 : Bonheur d'occasion
- 1983 : Comme en Californie
- 1984 : Le Sang des autres
- 1984 : Mario
- 1985 : The Sight
- 1985 : Une vie suspendue (Adolescente, sucre d'amour)
- 1985 : Le Matou
- 1986 : Le Déclin de l'empire américain
- 1987 : Charles et François
- 1987 : Rendez-vous à Montréal
- 1987 : En dernier recours
- 1988 : Emergency
- 1988 : The Kid Brother, /Kenny
- 1988 : Urgence,  Emergency
- 1988 : Les Portes tournantes
- 1988 : La Travestie
- 1989 : Vent de galerne
- 1989 : 50 Ans
- 1989 : Jésus de Montréal
- 1990 : La Fille du Maquignon
- 1994 : Mon amie Max
- 1996 : Le Sort de l'Amérique
- 1996 : L'Homme idéal
- 1997 : Le Siège de l'âme
- 1998 : C't'à ton tour, Laura Cadieux
- 1999 : Quand je serai parti... vous vivrez encore
- 1999 : Laura Cadieux... la suite
- 2000 : Stardom
- 2001 : Betty Fisher et autres histoires
- 2002 : L'Odyssée d'Alice Tremblay
- 2002 : Au plus près du paradis
- 2003 : La Manic
- 2015 : La Passion d'Augustine

## Compositions musicales pour la télévision
- 1966 : Place à Olivier Guimond
- 1967 : Des Laurentides aux Cantons de l’Est
- 1973 : La P'tite semaine
- 1974 : Le jour du Seigneur
- 1978 : Derrière l'image
- 1984 : Le Sang des autres (The blood of others)
- 1984 : Bonheur d’occasion
- 1987 : Le Matou
- 1987 : "Ces enfants d’ailleurs" (série télé, 8 épisodes)
- 1990 : Double Jeux
- 1992 : Le Jardin d’Anna
- 1994 : Mourir d’amour
- 1994 : Les Grands Procès, 2e saison
- 1995 : Disparu (Vanished)
- 1995 : No Greater Love (Danielle Steel)
- 1996 : Lobby (série télé de Jean-Claude Lord)
- 1997 : L’incompris
- 1997 : Cher Olivier
- 1999 : Revenge of the Land
- 2001 : De la poutine à la terrine

## Acteur
- 1994 : Mon amie Max de Michel Brault : chef d'orchestre concert Catherine
- 1995 : Les grands procès : juge Marchand
- 1996 : Joyeux Calvaire de Denys Arcand : l'organiste
- 2018 : La Chute de l'empire américain de Denys Arcand : chef de chœur

## Honneurs et distinctions
- 2008 : Prix Excellence de la Société canadienne des auteurs, compositeurs et éditeurs de musique (SOCAN) pour l’ensemble de son œuvre
- 2011 : Prix Richard Grégoire de la Fondation SPACQ

- 2013 : Événement à l'Astral, en hommage à ses 50 ans de carrière
- 2019 : Intronisation de la chanson L’âme à la tendresse au Panthéon des auteurs et compositeurs canadiens

### Ordres et décorations
- 2006 :  Chevalier de l'ordre de la Pléiade
- 2014 :  Chevalier de l'Ordre national du Québec[10]
- 2014 :  Membre de l'Ordre du Canada[11]

### Récompenses
- 1975 : Prix Coq d’or du Publicité Club de Montréal pour la publicité On est six millions, faut se parler.
- 1979 : Prix Félix , arrangeur de l’année, Chanson dans la mémoire longtemps de Félix Leclerc
- 1980 : Prix Félix, album instrumental de l’année, Concerto en La majeur pour piano et orchestre/Harmonica Flash, Édith Boivin-Béluse et l'Orchestre symphonique de Montréal .
- 1980  : Prix Félix, réalisateur de l'année/disque pour le même album
- 1982 : Prix Félix, album de l'année/instrumental, Hors d’œuvre
- 1985 : Prix Génie , meilleure musique, Mario de Jean Beaudin
- 1986 : Prix Génie, meilleure musique, Le Matou de Jean Beaudin
- 1997 : Prix Gémeaux , meilleure musique originale, série Cher Olivier d'André Mélançon
- 1997 : Prix Génie, meilleure chanson, L'Homme idéal (paroles de Luc Plamondon ) du film L'Homme idéal de George Mihalka
- 2001 : Prix Génie, meilleure musique, meilleure chanson, pour Fortuna du film Laura Cadieux... la suite de Denise Filiatrault
- 2008 : Grand prix de la Société canadienne des auteurs, compositeurs et éditeurs de musique (SOCAN)
- 2013 : Prix Félix, Album de l’année / classique / soliste et petit ensemble, Alain Lefèvre, Dompierre : 24 Préludes
- 2016 : Prix Jutra-Hommage, remis annuellement au Gala Québec Cinéma

### Finaliste (en nomination)
- 1976 : Gala des JUNO, artiste instrumental de l’année, Dompierre
- 1977 : Gala des JUNO, artiste instrumental de l’année, Concerto en La pour piano et orchestre/Harmonica Flash
- 1981 : Gala des JUNO, meilleur album classique de l’année, Hors-d’œuvre

- 1989 : Prix Génie , meilleure musique, Les Portes tournantes de Francis Mankiewicz
- 1993 : Prix Félix, Mon amie Max de Michel Brault
- 1993 : Prix Gémaux, Les grands procès, 1re saison
- 1994  : Prix Gémaux, Les grands procès , 2e saison
- 1994  : Prix Gémaux, Mourir d’amour de Richard Ciupka
- 1997 : Prix Génie, meilleure musique, L'Homme idéal de George Mihalka
- 1999 : Prix Jutra , meilleure musique originale, meilleure chanson (paroles Michel Tremblay), Laura – La Belle, C't'à ton tour, Laura Cadieux de Denise Filiatrault
- 2001 : Prix Génie, meilleure musique, meilleure chanson, Fortuna (paroles et musique de François Dompierre), Laura Cadieux... la suite de Denise Filiatrault
- 2002 : Prix Jutra,, Betty Fisher et autres histoires de Claude Miller
- 2003  : Prix Jutra,, L’Odyssée d’Alice Tremblay de Denise Filiatrault
- 2016 : Prix Écrans canadiens , meilleure musique originale, La Passion d'Augustine de Léa Pool

## Publications
- 1994 : Gourmandises et autres plaisirs de vacances… en Floride du Sud-Est, Éditions du Boréal, (ISBN 9782890526563).
- 2000 : Les plaisirs d'un compositeur gourmand, Éditions du Boréal, (ISBN 9782764600825).
- 2019 : Monique Leyrac, le roman d'une vie, Les Éditions La Presse, (ISBN 9782897058043).
- 2021 : Amours, délices et orgues, Récits d'une vie plurielle, Les Éditions La Presse, (ISBN 9782898250019).

## Documents
- 1997 : Seize heures avec François Dompierre, documentaire réalisé par Télé-Québec.
- 2016 : Entrevue pour le téléjournal de Radio-Canada Hommage à François Dompierre en vue du Gala du Cinéma québécois de 2016
- 2019  : Fred Dompierre et Vincent Mercier, Allegro ma non troppo , documentaire sur la démarche créatrice de François Dompierre.